# Кармишин, Дмитрий Дмитриевич
Дмитрий Дмитриевич Карми́шин (4 ноября 1926 года — 7 ноября 1956 года) — штурман эскадрильи 880-го гвардейского бомбардировочного авиационного полка Южной группы советских войск, гвардии капитан, Герой Советского Союза.

## Биография
Кармишин Дмитрий Дмитриевич родился 4 ноября в деревне Залесовка (Писаревский сельсовет) Шаранского района Башкирии в крестьянской семье. Воспитывался у дяди в деревне Преображенка Шаранского района.
Русский. Член КПСС с 1955 года. Окончил 9 классов и 1 курс Уфимского железнодорожного техникума. Работал трактористом в районной МТС.
В Красную Армию призван в 1943 году Шаранским райвоенкоматом Башкирской АССР. В 1948 году окончил Оренбургское военное авиационное училище штурманов, и был назначен штурманом звена истребительной авиации.
В 1952 году направлен в бомбардировочный авиационный полк Южной группы советских войск (Венгерская Народная Республика). Штурман эскадрильи 880-го гвардейского бомбардировочного авиаполка гвардии капитан Кармишин Д. Д. осенью 1956 года в составе советских войск принимал участие в оказании помощи венгерским войскам «в восстановлении порядка и создания условий для мирного созидательного труда» в венгерских событиях 1956 года.
7 ноября 1956 года Дмитрий Дмитриевич, в составе экипажа бомбардировщика Ил-28 (командир — гвардии капитан Бобровский Александр Андреевич, радист — гвардии старший лейтенант Ярцев Владимир Егорович) выполнял аэрофотосъёмку военных заводов Будапешта.
Выполнив поставленную задачу и передав разведданные в штаб, лётчики при возвращении на свой аэродром подверглись зенитному обстрелу в районе острова Чепель. Самолёт был сбит. Экипаж погиб.
Останки офицеров-гвардейцев вывезены в Советский Союз и перезахоронены на Лычаковском кладбище города Львова.
Указом Президиума Верховного Совета СССР от 18 декабря 1956 года за мужество и отвагу, проявленные при выполнении воинского долга, гвардии капитану Кармишину Дмитрию Дмитриевичу посмертно присвоено звание Героя Советского Союза.

## Награды
- Медаль «Золотая Звезда» Героя Советского Союза.
- Орден Ленина.

## Память
Именем Героя назван детский дом в селе Шаран.
Документы и личные вещи Героя Советского Союза Д. Д. Кармишина собраны в музее Героя в школе № 8 города Туймазы (Башкирия).